# Brevipalpus neobicolpus
Brevipalpus neobicolpus är en spindeldjursart som beskrevs av Baker och James P. Tuttle 1987. Brevipalpus neobicolpus ingår i släktet Brevipalpus och familjen Tenuipalpidae. Inga underarter finns listade.